# Фленсбурзький кабінет
Фленсбурзький уряд, також відомий як Фленсбурзький кабінет та кабінет Деніца (нім. Flensburger Regierung, нім. Flensburger Kabinett, нім. Regierung Dönitz) — короткочасний німецький уряд, який намагався керувати ще не окупованою територією Третього Рейху протягом більшої частини травня 1945 року наприкінці Другої світової війни. Кабінет, на чолі якого стояв грос-адмірал Карл Деніц як президент та правонаступник фюрера, було сформовано після самогубства Адольфа Гітлера під час битви за Берлін 1 травня 1945 року.
Уряд називався «фленсбурзьким», оскільки місто Фленсбург, поблизу кордону з Данією, стало резиденцією Деніца і його оточення, ставши таким чином фактичною столицею. У зв'язку зі швидким просуванням союзників юрисдикція кабінету поширювалася лише на вузьку смугу землі від австрійського кордону до Берліна і до данського кордону, хоча після 8 травня 1945 року він реально контролював лише сам Фленсбург і навколишні території.
Новий уряд поставив собі з мету порятунок від повного розгрому Червоною Армією якомога більшої кількості з'єднань вермахту і передачу їх в розпорядження західним союзникам. Члени кабінету розраховували на укладення сепаратного миру зі США та Великою Британією, намагаючись налагодити з ними співпрацю і сприяли окупації їхніми військами більшої частини Німеччини. Урядовці безуспішно направили свої зусилля на розкол антигітлерівської коаліції, вважаючи, що західні країни готові використати країну як союзника в новій війні — тепер уже проти Радянського Союзу. Сподівання нацистського керівництва не виправдались. 23 травня 1945 року всі члени уряду були арештовані союзниками, внаслідок чого він припинив своє існування. Згодом більшість його представників постали перед Нюрнберзьким трибуналом.

## Передісторія і створення уряду

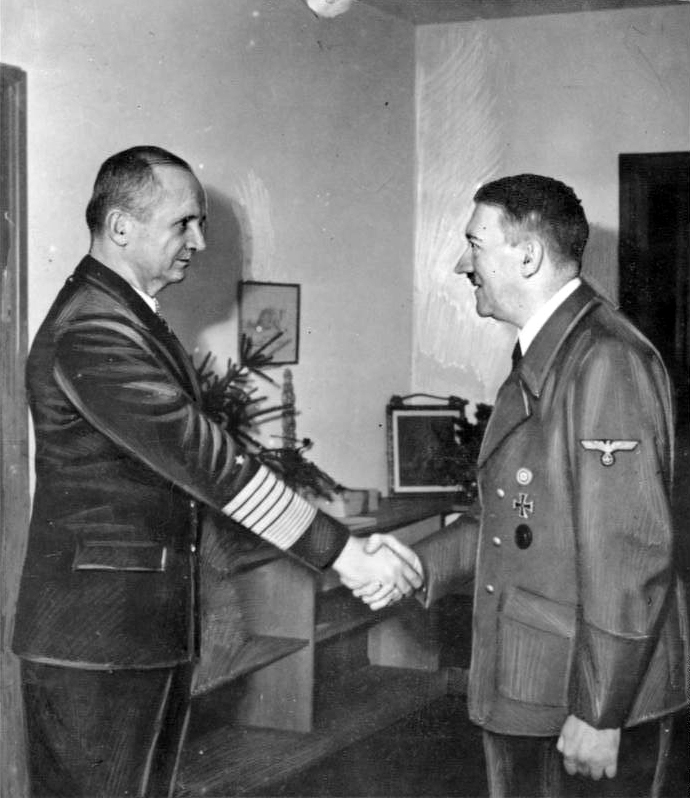
Зустріч Деніца з Гітлером, 1945

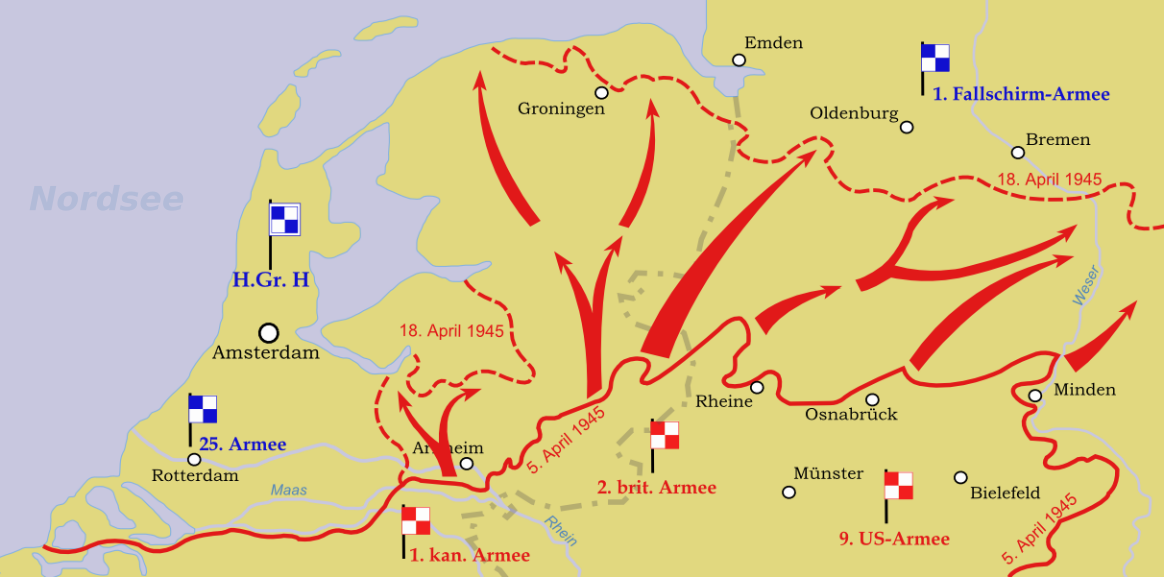
Розташування групи армій Н в квітні 1945 року

Коли стало очевидним, що Гітлер має намір залишитися і померти в обложеному Берліні, ефективне загальне командування німецькими збройними силами перейшло до ОКВ, члени якого переїхали в Райнсбург. Справедливо передбачаючи, що утримувані дотепер вермахтом німецькі території будуть захоплені, окремі військові і цивільні керівники ще до 15 квітня покинули столицю; фельдмаршала Кессельрінга було направлено в Пуллах для координації сил на півдні і заході Німеччини, гросс-адмірала Деніца в Плен для управління військ на півночі і сході. На цих діячах Гітлер і зупинився для передачі влади.
27 квітня Кейтель і Йодль, представники верховного командування армії, зустрілися в Райнсбурзі з Деніцем для обговорення військової ситуації. Було зрозумілим неминуче падіння Берліна і той факт, що група армій «Вісла» не зможе довго утримувати свої позиції. Адмірал був особливо стурбований просуванням союзників на північному заході, констатуючи, що група армій «H» стримати супротивника вже просто не може. Військова ситуація була безнадійною. 

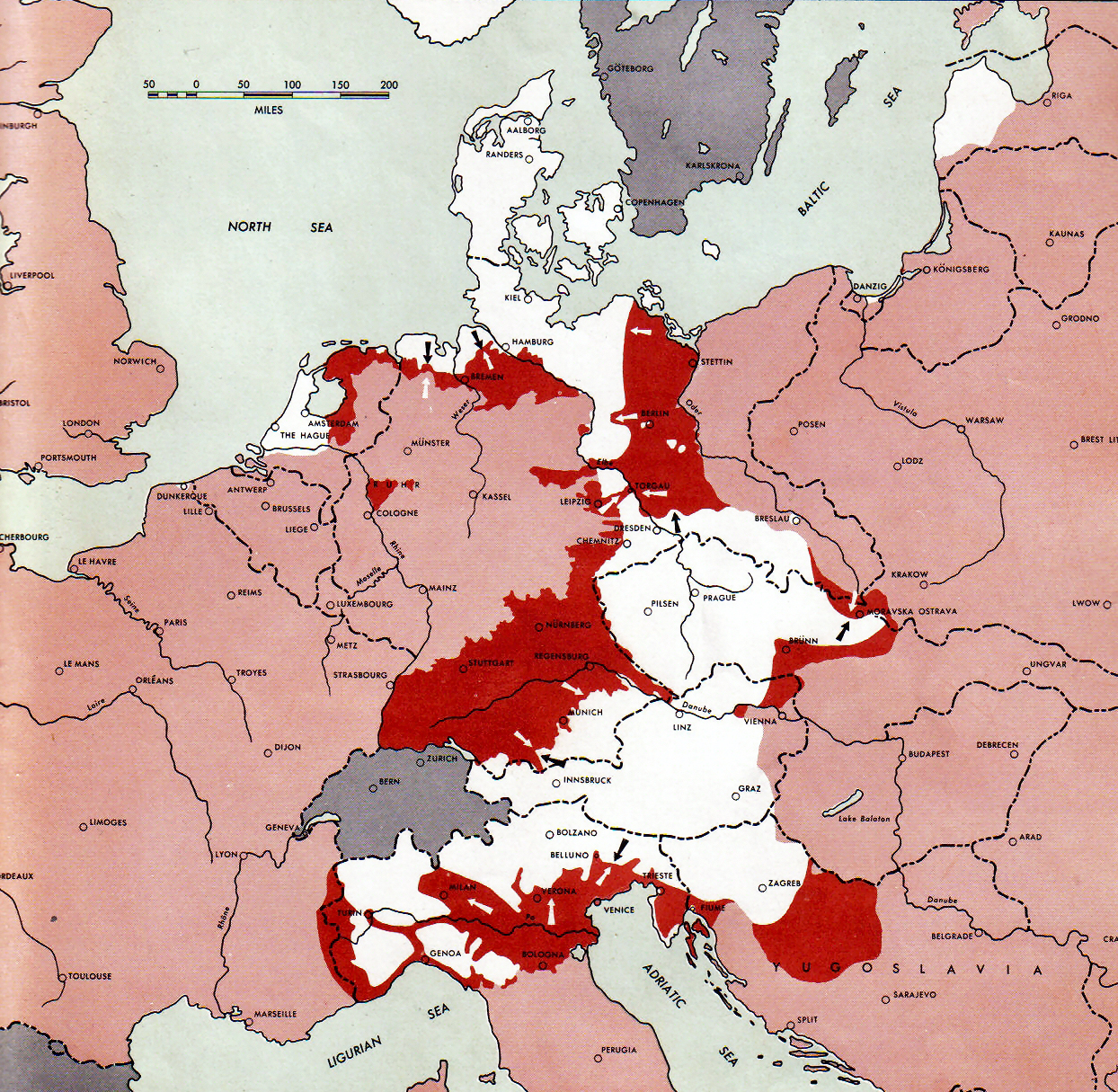
Військова ситуація під час Другої світової війни в Європі на момент смерті Гітлера. Білі області перебували під контролем німецьких військ, рожеві — союзників, а червоні області показують останні просування союзників.

 Гіммлер, незважаючи на катастрофічну військово-політичну ситуацію Німеччини, не втрачав надії прийти до влади і вже вважав себе новим вождем Третього Рейху, оскільки кандидатура Германа Герінга відпала через відставку останнього. Глава СС мав у своєму розпорядженні потужні сили, з якими слід було рахуватись. Тому Деніц був добре обізнаний, що для ефективного контролю над довіреною областю йому була просто необхідна співпраця з Гіммлером. Останній, сповнений рішучості зберегти свою владу, відвідував штаб Деніца у Плоені щодня.
Втім, планам рейсфюрера несподівано завадили англійці та американці, які увечері 28 квітня опублікували в пресі його секретні пропозиції щодо сепаратного миру на Заході через Швецію, що було явним актом зради. Того ж дня, Деніц отримав радіотелеграму від Мартіна Бормана, якою оголошувалось звільнення рейхсфюрера з усіх посад і наказ про його арешт. Вона містила припис вжити «негайні і безкомпромісні дії» проти «зрадників». Додатково фюрер направив Ріттера фон Грейма, новоназначеного керівника люфтваффе, для інформування гросс-адмірала про арешт голови СС. Грейм, прибувши на місце призначення 29 квітня, виявив, що Деніц не зробив жодних дій. Було зрозуміло, що протистояти силам поліції і СС, які підпорядовувалися рейхсфюреру, адмірал не міг. Щоб мирно урегулювати ситуацію 30 квітня він вилетів у Любек. Під час зустрічі з Гіммлером, останній оголосив заяви союзників сфабрикованою пропагандою і запевнив Карла Деніца у неможливості конфлікту за владу між ними.
Після цього адмірал повернувся назад в Плен. Там його очікував генерал Кумметц з доповіддю про хід рятувальних операцій на Балтиці. О 18.35 із рейхканцелярії було відправлено радіотелеграму від Мартіна Бормана, якою повідомлялося, що Гітлер у своєму заповіті призначив своїм наступником 54-річного командувача військово-морським флотом. Гросс-адмірал був вкрай здивований подібним рішенням Гітлера, яке стало повною несподіванкою для нього. Вже у своїх мемуарах він писав: «Гітлер ніколи не давав мені зрозуміти, що бачить в мені свого майбутнього наступника. Ніхто і ніколи ні словом, ні натяком не обмовився про таку можливість». На таке рішення нацистського вождя міг вплинути той факт, що військово-морські сили залишались єдиними, які не втратили свій авторитет через змову 20 липня 1944 і не були скомпроментовані непослухом перед волею фюрера.
Деніц не був упевнений в тому, що Гіммлер миролюбно прийме новий стан справ. Щоб з'ясувати це, він подзвонив йому і попросив приїхати в Плен. Рейхсфюрер прибув незадовго до опівночі. Зустріч нацистських високопосадовців була напруженою. Гіммлер попросив про отримання посади канцлера або начальника поліції у новому кабінеті. Проте Деніц категорично відмовив надати йому будь-який пост, оскільки розумів, що включення до складу нового уряду подібної фігури може ускладнити переговори з союзниками.
На ранок 1 травня гросс-адмірал отримав другу телеграму від Бормана: «Гросс-адміралу Деніцу (особисто і таємно). Заповіт втупив у силу. Прямую до вас. До мого прибуття рекомендую утриматися від публічних заяв. Борман». Переданий радіотелеграмою заповіт містив список нових очільників міністерств та інших нацистських установ. Так за ним міністр пропаганди Йозеф Геббельс ставав новим рейхсканцлером, а Мартін Борман — «міністром партії», що де-факто дало йому контроль над нею. У заповіті фюрер звинуватив Герінга і Гіммлера в зраді і виключив їх з партії та уряду. Затверджені Гітлером персони до виконання своїх обов'язків так і не приступили. Частина з них втекли або не мали доступу до своїх офісів, інші ж не були допущені до влади самим Деніцем. Наприклад, пропозицію Йоахіма фон Ріббентропа про свою кандидатуру рейхпрезидент відхилив. Того ж дня Геббельс здійснив самогубство, а Борман, намагаючись вирватися з оточеного військами Червоної армії Берліна, загинув.

## Діяльність

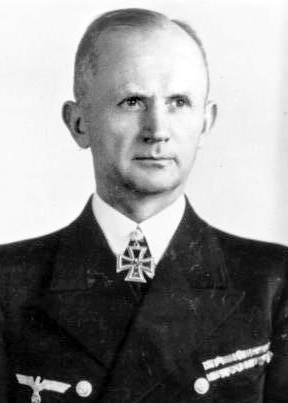
Рейхпрезидент Карл Деніц

В ніч з 1 на 2 травня 1945 року Деніц із радіо Гамбурга виступив зі своїм першим радіозверненням до нації, повідомивши про «героїчну смерть» фюрера. Про свої першочергові дії він заявив: Моєю найпершою метою є порятунок німців від знищення їх більшовиками, які рвуться вперед. Тільки заради цієї мети продовжуються бойові дії. До тих пір поки англійці і американці заважають досягненню даної цілі, ми повинні захищатися також і від них. Таким чином, англо-сакси ведуть війну не в інтересах своїх народів, а сприяють поширенню більшовизму в Європі.
Проте, зрозуміло, Деніц ще до свого вступу на посаду розумів, що Німеччина стоїть на межі краху і вермахт вже не може здійснювати реальний опір союзним арміям. У своїх мемуарах рейхпрезидент писав: оскільки не було ніякої політичної можливості зміни загального стану Німеччини, звідси мною, як головою держави, був зроблений тільки один висновок: як можна швидше закінчити війну, щоб уникнути подальшого кровопролиття.

Одним із перших кроків нового рейхпрезидента стало формування дієвого уряду. За порадою Альберта Шпеєра, Деніц запропонував посаду канцлера Шверину фон Крозигу, колишньому міністру фінансів. Не бажаючи приймати помітну роль у нацистському керівництві, останній попросив 24 години на роздуми, однак вже наступного дня погодився. Посада канцлера була перейменована на Головного міністра. З тих пір фон Крозиг залишився головним політичним радником рейхпрезидента до кінця існування фленсбурзького кабінету. З метою підпорядкування німецьких військ новій владі, 1 травня рейхпрезидент звернувся до них із закликом про підтримання дисципліни і продовження боротьби. Це було зроблено, щоб упевнитись в їхній вірності, оскільки солдати давали клятву на ім'я фюрера, якого вже не було серед живих. Опинившись без можливостей для спротиву, вранці 2 травня командувач обороною Берліна генерал Г.Вейдлінг наказав столичному гарнізону припинити боротьбу і скласти зброю. Трохи згодом такий самий наказ від імені «тимчасового імперського уряду» підписав перший заступник Геббельса Ганс Фріче. Після оголошення наказу по радіо почалася масова капітуляція гарнізону німецької столиці.

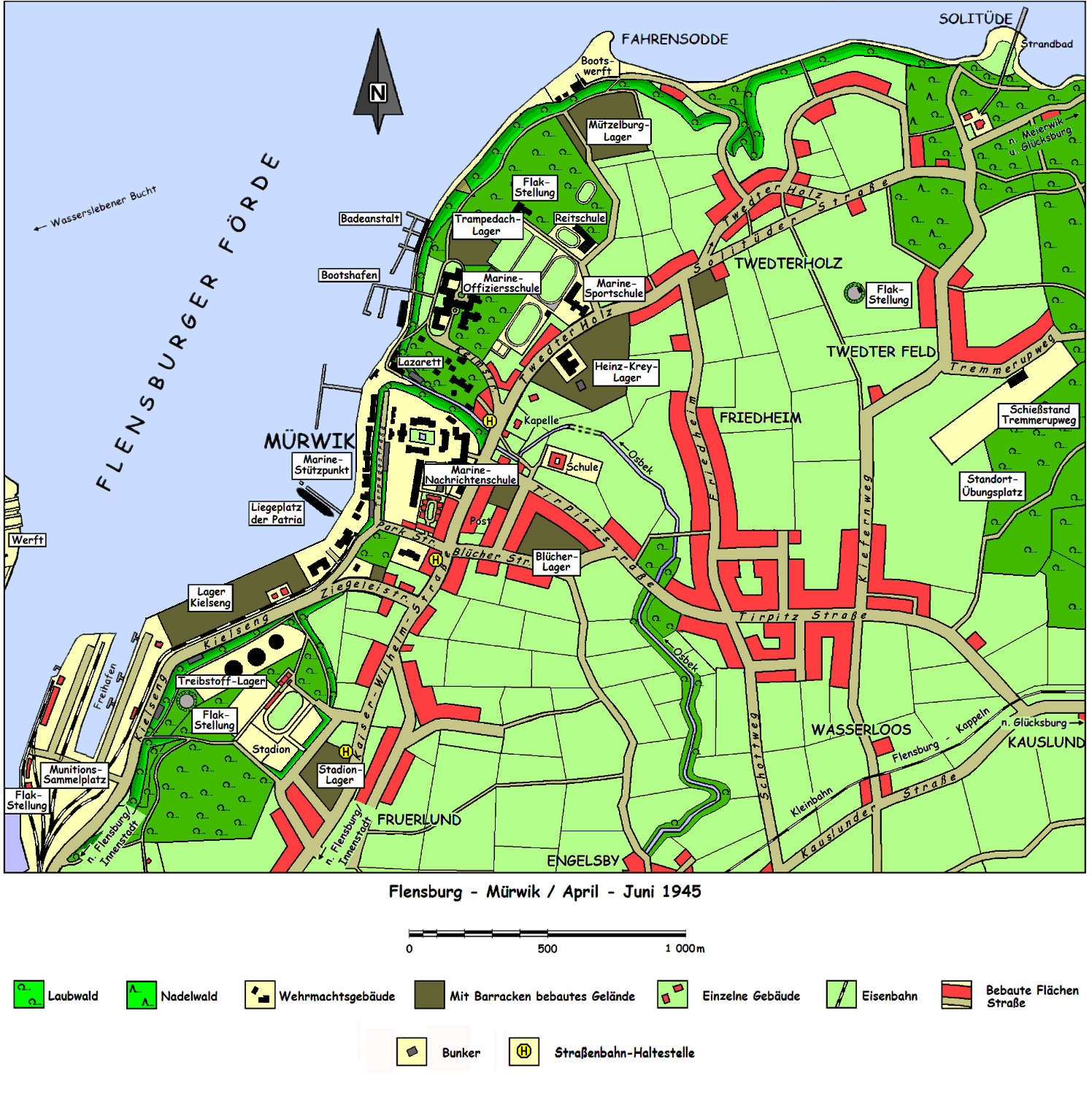
Карта спеціальної урядової зони Мюрвік у Фленбурзі

В умовах неминучої поразки Німеччини, Деніц дотримувався стратегії якнайшвидшого перемир'я із західними союзниками і одночасно прагнув вивести якомога більше військ і цивільного населення з територій, які могли бути зайняті Червоною армією. Для цього гросс-адмірал послав всі наявні в його розпорядженні кораблі в балтійські порти, що знаходилися ще в руках німців, з наказом вивезти звідти всіх біженців. У підсумку за тиждень, що залишився до повної і беззастережної капітуляції Німеччини, на захід силами флоту було вивезено 150 тисяч людей. Іншим заходом стало скасування сумнозвісного Указа Nero, який відповідно до тактики випаленої землі приписував знищувати знищувати об'єкти німецької промисловості, які могли потрапити в руки ворога.

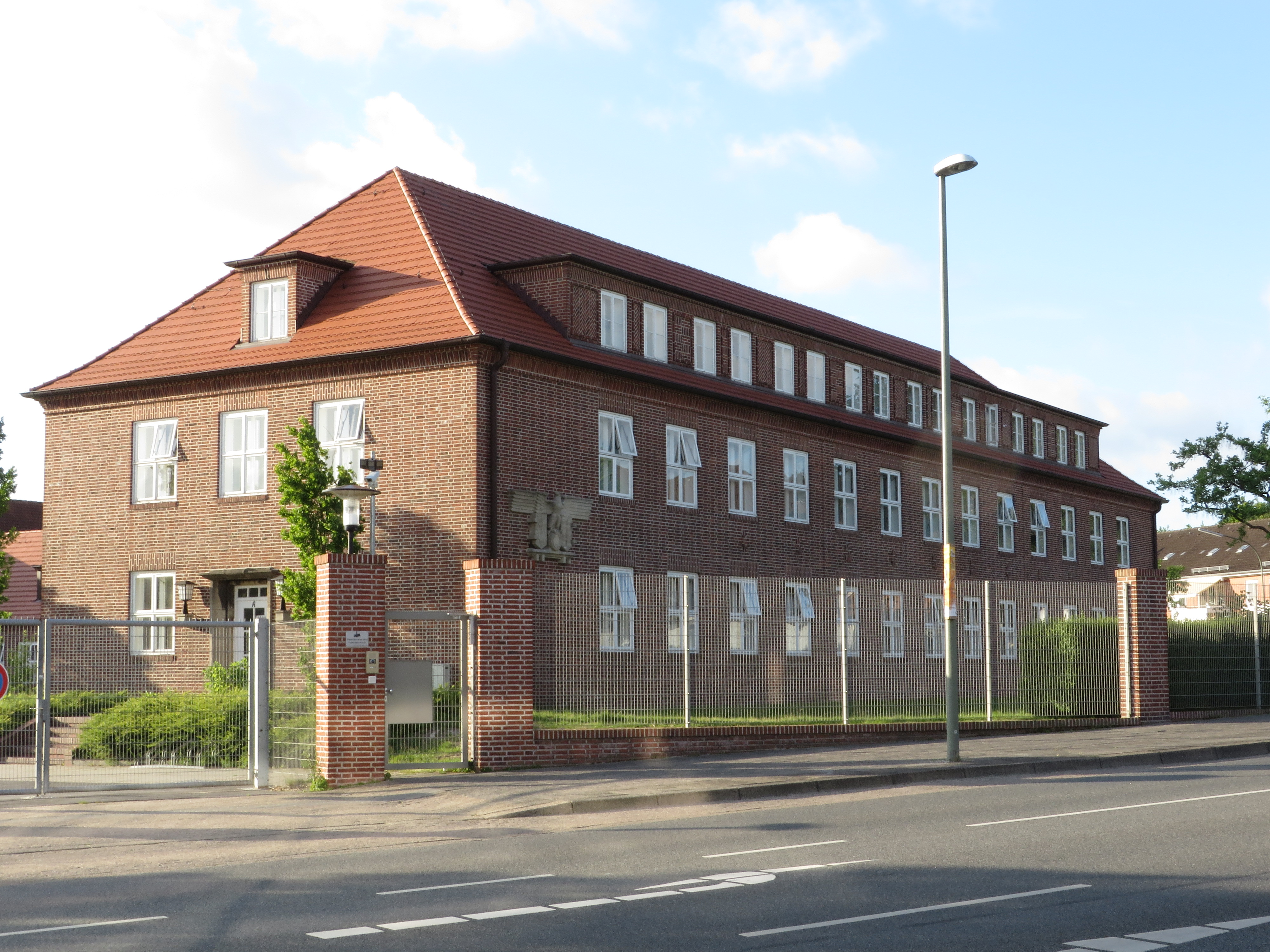
Спортивна школа, в якій розмістився нацистський уряд

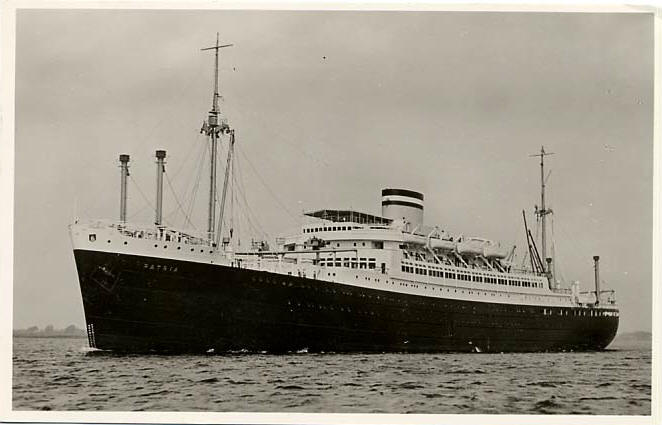
Patria в 1939 році

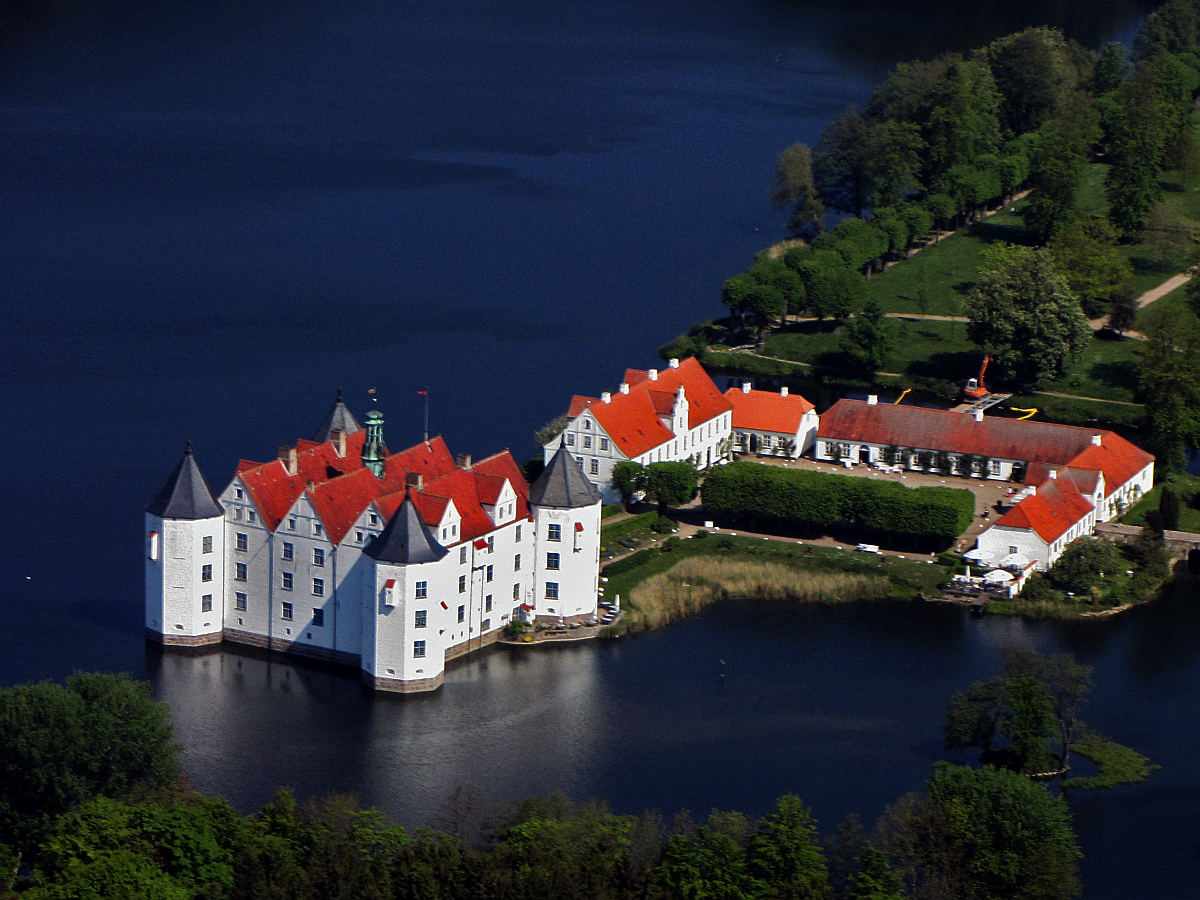
Тимчасовою резиденцією Альберта Шпеєра став один із найбільш важливих замків епохи Відродження в Північній Європі

Значною турботою для нового кабінету стало утримання «Воріт на захід» — невеликої ділянки фронту між Шлезвіг-Гольштейном і Гамбургом, через яку рятувалися біженці зі Східної Німеччини і Пруссії. У зв'язку з цим значні побоювання викликали сепаратні настрої гауляйтера Гамбурга Карла Кауфмана, який ще з квітня докладав значних зусиль, щоб влаштувати капітуляцію міста перед англійцями. Генерал Ернст Буш послідовно наполягав на контратаці проти англійської армії, однак швидко зрозумів всю марність своїх спроб. Негативну оцінку подій розуміли і фельдмаршали Кейтель і Йодль, які по обіду 1 травня прибули в ставку рейхпрезидента і представили військову доповідь. В цілому ситуація виглядала вкрай похмурою і безперспективною. Спроба деблокування нацистської столиці зазнала поразки, група армій «Вісла» під натиском союзників з обох сторін розпалася на окремі підрозділи, що безладно відступали. Не менш жахливою ситуація склалась і на інших фронтах. Західна армія під командуванням фельдмаршала Кессельрінга перейшла в процес розвалу. Війська в Італії капітулювали, а військово-морські і повітряні сили Німеччини вже не представляли жодної сили, будучи повністю паралізованими. Ті армії, які ще продовжували успішно стримувати війська союзників, відчували нестачу боєприпасів і палива.
2 травня англійські війська з плацдарму на лівому березі Ельби розпочали наступ в напрямку до Шлезвіг-Гольштейну. Легко зламавши слабку оборону німців, танки і піхота армії Монтгомері дуже швидко і без особливих зусиль вийшла до Любека. В цей же час трохи південніше американці форсували Ельбу і, не зустрівши опору, зайняли Вісмар. Це призвело до блокування доріг, що вели з Мекленбургу в Гольштейн і таким чином унеможливило евакуацію біженців без згоди англійського командування. В цих умовах оборона Гамбурга втратила будь-який сенс, і Деніц дав згоду на припинення боротьби і здачу міста. Загрозлива бойова ситуація (британці знаходились в годині їзди до Плена) і постійні авіанальоти змусили рейхпрезидента перенести свій штаб у Фленсбург, що біля кордону з Данією. Вибір був також зумовлений тим, що в місті розміщувалися значні збройні сили, зокрема курсанти шкіл ВМС і солдати охоронного полку СС «Велика Німеччина», і Деніц міг не боятися збройного тиску з боку СС або люфтваффе.
Під вечір 2 травня рейхпрезиденту пощастило зустрітися з адміралом та вмілим дипломатом Георгом фон Фрідебургом, зустріч відбулась на мосту Левензау, що над каналом кайзера Вільгельма поблизу Кіля. За даними Деніцем інструкціями, адміралу наказувалося запропонувати Монтгомері капітуляцію всієї північно-західної частини Німеччини і одночасно привернути увагу британського фельдмаршала до проблеми біженців і відступаючих військових частин на сході району, окупованого англійцями. По зустрічі з Фрідебургом урядова колона продовжила шлях на північ: до Фленсбурга. На ранок 3 травня Деніц і члени кабінету дістались міста. Вибір штаб-квартири, за рекомендацією Вольфганга Люта, випав на військово-морську кадетську школу, розташовану в східному передмісті останньої столиці Третього рейху. Будівля з великої червоної цегли, становила собою цілий комплекс з декількох крил, включаючи гімназію, класні кімнати, офіси та гуртожитки. Її збудували на невеликому пагорбі безпосередньо біля берега, звідси відкривався вид на звивисту морську затоку. Підрозділи Marine-Wach-Bataillon «Dönitz» взяли під охорону периметр кадетської школи, розмістили навколо загони морської піхоти і збройних вартових на всіх в'їздах. Сам Деніц разом зі своїми ад'ютантами розмістився на причаленому біля берега круїзному судні «Patria». Альберт Шпеєр обрав для себе замок Глюксбург — сімейне гніздо династії Глюксбургів XVI століття.
Вибір нового місця перебування теж не був надто вдалим: британці могли заволодіти Фленсбургом в будь-який день. Це викликало хвилювання серед високопоставленого нацистського керівництва, яке знайшло тут свій останній прихисток. Так, Гіммлер наполегливо виступав за переїзд кабінету до Праги, найбільшого центральноєвропейського міста, що перебувало під контролем німецьких військ і яке було ближче до американської армії. Ряд гауляйтерів, такі як Еріх Кох та Генріх Лозе, почали вимагати від Деніца надання їм підводних човнів для втечі в Південну Америку. Однак, він відмовився санкціонувати будь-який переїзд, беручи до уваги нестабільну ситуацію в Протектораті Богемії та Моравії. Сам Фленсбург став місцем зосередження як прибулих біженців, так і численних солдат Вермахту, керівних членів СС, поліції, охоронців концтаборів, політичних і цивільних діячів. Багатьом із них місцева поліція зробила фальшиві посвідчення, за різними підрахунками кількість осіб з підробленими документами може коливатися від 2000 до 3000. 4 травня 1945 року Фленсбург, у зв'язку з неможливістю повноцінної оборони, влада оголосила відкритим містом.

### Часткова капітуляція на Заході

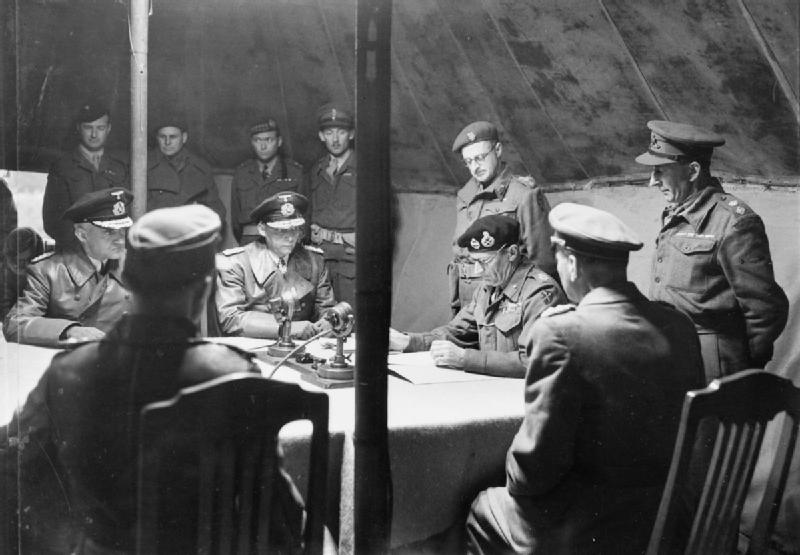
Фельдмаршал Монтгомері підписує акт про капітуляцію німецьких військ на півночі і в Данії

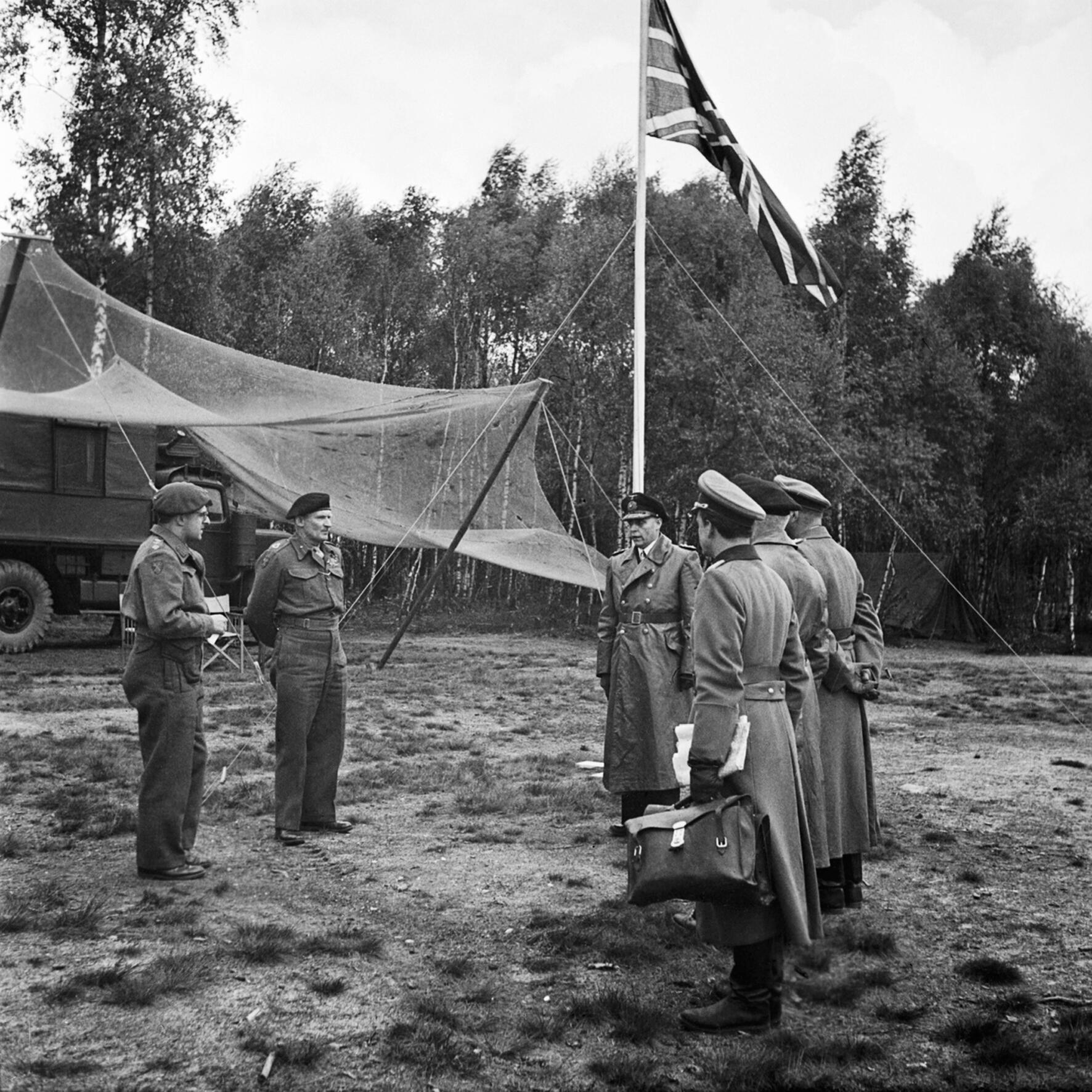
Зустріч Монтгомері з парламентарями, Вендіш-Еверн

Критичне становище країни і армії змусили Деніца піти на капітуляцію всіх військ на півночі Німеччини. За його наказом, відданим 3 травня, адмірал Фрідебург, який очолив німецькі військово-морські сили, прибув в штаб Монтгомері. Його супроводжував штабний офіцер від фельдмаршала Буша. Парламентарі повідомили, що їх метою є здача в полон трьох німецьких армій, які воювали проти радянських військ, і попросили дозволу пропустити біженців через передній край фронту. Монтгомері відразу відмовився обговорювати здачу в полон на таких умовах і відіслав німецьких емісарів назад до фельдмаршала Кейтеля.
На переговорах 4 травня Монтгомері погодився на капітуляцію тільки тих військ Північної Німеччини, проти яких безпосередньо воював. До територій капітуляції були включені також Нідерланди і Данія, а також здача флоту. У той же день були підписані відповідні документи. Вони вступили в силу вранці наступного дня, тобто 5 травня. Підписавши в Люнебурзі акт про капітуляцію німецьких військ, адмірал Фрідебург попрямував в штаб-квартиру Ейзенхауера, яка розташовувалася в Реймсі для того, щоб за дорученням Деніца поставити перед союзниками питання про капітуляцію німецьких військ на всьому Західному фронті. Оскільки через нельотну погоду Фрідебург був змушений добиратися від Брюсселя до Реймса на автомобілі, в Реймс німецька делегація прибула тільки о 17:00 5 травня. Між тим Ейзенхауер заявив своєму начальнику штабу Уолтеру Беделл Сміту, що з німцями торгу не буде, і він не має наміру бачити німецьких парламентарів до тих пір, поки вони не підпишуть умов безумовної капітуляції перед всіма членами Антигітлерівської коаліції.
4 травня президент Деніц провів нараду з рейхспротектором Богемії і Моравії Карлом Франком і обговорив капітуляцію групи армій «Центр» перед американським генералом Джорджом Паттоном, війська якого вступили в Чехословаччину й наближалися до Плзеня. Відповідно до армійських директив група армій «Центр» повинна була утримувати райони західної і центральної Чехії з метою виграти час і забезпечити виведення військ на захід для капітуляції перед американськими військами. Урядовці розробили план, який мав покращити політичне становище Німеччини.
За задумом, Франк мав розпустити війська і управління протекторату і передати владу маріонетковому чеському уряду з націоналістів та антикомуністів. Потім нова влада оголошувала Прагу відкритим містом і воно відходило до американської зони. Завершальний етап полягав у провокуванні прямої конфронтації між західними союзниками і радянськими арміями. Німецьке командування намагалось реалізувати даний план, спираючись на інформацію про антикомуністичні погляди генерала Паттона, з яким було легше домовитись про капітуляцію. Франк сподівався, що німці зможуть «спровокувати розбіжності між західними союзниками і СРСР ще більш серйозні, ніж у Польщі».
Проте активний наступ радянських військ робив неможливим ефективну оборону протекторату. Ситуацію погіршило і народне повстання чехів у Празі, що розпочалося 5 травня. Збільшились колони біженців з Сілезії, поранені солдати прибували десятками тисяч. В протекторат рухалися незліченні урядові установи. Були поширені чутки, що область стане полігоном для нової диво-зброї, яка принесе німцям перемогу, або про те, що Шернер планував перетворити протекторат в останній пункт німецького опору. З'явилися листівки, що закликали до формування жіночого «Вервольфу». У великих кількостях готувались пастки для танків. Незважаючи на прохання чеських повстанців про допомогу, Ейнзенхаурер віддав наказ Паттону не рухатися до Праги. До міста 9 травня ввійшла радянська армія.
Проводячи політику сепаратної капітуляції, 5 травня фон Крозиг відправив Вальтера Шеленберга до Швеції як особистого емісара, сподіваючись встановити дипломатичні відносини і прискорити часткову здачу німецьких військ в Норвегії при посередництві Червоного Хреста. Місія припинила існування після беззастережної капітуляції Німеччини 8 травня, так і не добившись ніяких результатів.

### Повна капітуляція Німеччини

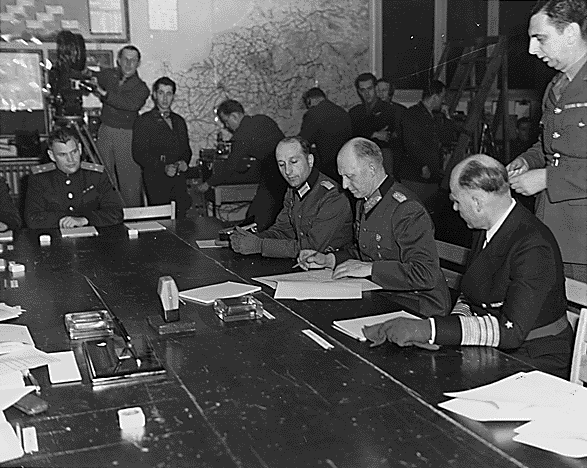
Генерал-полковник Альфред Йодль підписує Акт про капітуляцію в Реймсі

5 травня 1945 року Деніц послав адмірала Ганса-Георга фон Фрідебурга, його наступника на посту головнокомандувача ВМФ Німеччини, до генерала армії США Дуайта Ейзенхауера в його штаб-квартиру в Реймсі, Франція, щоб розпочати переговори про повну капітуляцію Німеччини перед західними союзниками. Йодль прибув туди трохи пізніше. Деніц наказав їм затягувати переговори якомога довше, щоб німецькі війська і біженці могли здатися саме західним державам. Однак Ейзенхауер заявив, що не потерпить подібних підступів, і погрожував закрити фронт, що означало б, що німецькі солдати, які спробували перетнути його лінію, будуть вбиті, а іншим доведеться здаватися радянським військам.
Коли Деніц дізнався про це, він уповноважив Йодля підписати акт про беззастережну капітуляцію 7 травня 1945 року. Цей акт містив фразу про те, що «всі сили, що знаходяться під німецьким контролем, повинні припинити активні бойові дії о 23:01 за центральноєвропейським часом 8 травня 1945 року». За наполяганням Сталіна 8 травня 1945 року, незадовго до півночі, процедура підписання була повторена в Берліні перед маршалом Жуковим, маршалом авіації Артуром Теддером, який представляв Велику Британію, і представником Ейзенхауера генералом американських ВПС Карлом Спаатсом, який поставив підпис від імені США. Від Німеччини другий акт про капітуляцію підписали фон Фрідебург, Кейтель і Штумпф. У цей час Друга світова війна в Європі офіційно завершилася, хоча ще тривали окремі битви, оскільки під контролем Німеччини залишалися деякі території з боєздатними військами.
Хоча на церемонії підписання капітуляції була присутня група з 17 журналістів, США і Британія погодилися відкласти публічне оголошення про капітуляцію, щоб Радянський Союз міг підготувати другу церемонію в Берліні. З репортерів була взята клятва, що вони повідомлять про капітуляцію тільки 36 годин по тому — рівно о 3 годині дня 8 травня 1945 року. Не чекаючи повідомлення про церемонію, яка відбулась, Деніц віддав (о 1 годині 35 хвилин) наступний наказ фельдмаршалу Кессельрінгу і генералу Вінтеру, поставивши до відома також командувача групи армій «Центр» Ф. Шернера, командувача військ в Австрії Л. фон Рендуліча і командувача військ південного сходу Німеччини А. Лера:
Колишній міністр озброєнь Альберт Шпеєр запропонував, що після капітуляції фленсбурзький кабінет повинний саморозпуститися. Однак Деніц та інші міністри вирішили продовжити його існування в надії стати тимчасовим урядом післявоєнної Німеччини. Виступаючи по радіо, 12 травня рейхпрезидент заявив, що він залишиться на чолі Німеччини, поки німецький народ не обере «нового фюрера». Незважаючи на те, що він не мав фактичної влади, кабінет щодня збирався о 10:00. Ним було підготовлено багато документів щодо майбутнього упорядкування країни, військових регалій, нового прапора і встановлений контакт із західними союзниками.

## Склад уряду
| Посада                                               | Керівник | Фото  | Партія         | Вступив на посаду | Залишив посаду | Примітка |
| ---------------------------------------------------- | -------- | ----- | -------------- | ----------------- | --- | -------- |
| Головний міністр                                     |          |       |                |                   | |          |
| Людвиг Шверин фон Крозиг                             |          | НСДАП | 1 травня 1945  | 23 травня 1945    | з 1 до 23 травня 1945 — Рейхсміністр іноземних справ Німеччини; з 30 січня 1933 до 23 травня 1945 — Рейхсміністр фінансів Німеччини |          |
| Рейхсміністр по справам партії НСДАП                 |          |       |                |                   | |          |
| Мартін Борман                                        |          | НСДАП | 30 квітня 1945 | 2 травня 1945     | |          |
| Рейхсміністр іноземних справ                         |          |       |                |                   | |          |
| Людвиг Шверин фон Крозиг                             |          | НСДАП | 1 травня 1945  | 23 травня 1945    | |          |
| Рейхсміністр внутрішніх справ                        |          |       |                |                   | |          |
| Пауль Гіслер                                         |          | НСДАП | 30 квітня 1945 | 2 травня 1945     | |          |
| Вільгельм Штуккарт                                   |          | НСДАП | 3 травня 1945  | 23 травня 1945    | з 3 до 23 травня 1945 — Рейхсміністр науки, виховання і народної освіти Німеччини                                                   |          |
| Рейхсміністр фінансів                                |          |       |                |                   | |          |
| Людвиг Шверин фон Крозиг                             |          | НСДАП | 30 січня 1933  | 23 травня 1945    | с 1 по 23 травня 1945 — Головний міністр Німеччини;                                                                                 |          |
| Рейхсміністр економіки                               |          |       |                |                   | |          |
| Альберт Шпеєр                                        |          | НСДАП | 1 травня 1945  | 23 травня 1945    | |          |
| Рейхсміністр праці                                   |          |       |                |                   | |          |
| Франц Зельдте                                        |          | НСДАП | 30 січня 1933  | 23 травня 1945    | |          |
| Рейхсміністр юстиції                                 |          |       |                |                   | |          |
| Отто Георг Тірак                                     |          | НСДАП | 24 серпня 1942 | 23 травня 1945    | |          |
| Воєнний міністр                                      |          |       |                |                   | |          |
| Карл Деніц                                           |          | НСДАП | 30 квітня 1945 | 23 травня 1945    | |          |
| Рейхсміністр пошти і шляхів сполучення               |          |       |                |                   | |          |
| Юліус Генріх Дорпмюллер                              |          | НСДАП | 1 травня 1945  | 23 травня 1945    | |          |
| Рейхсміністр продовольства і сільського господарства |          |       |                |                   | |          |
| Герберт Бакке                                        |          | НСДАП | 23 травня 1942 | 23 травня 1945    | |          |
| Рейхсміністр авіації                                 |          |       |                |                   | |          |
| Роберт Ріттер фон Грейм                              |          | НСДАП | 26 квітня 1945 | 9 травня 1945     | |          |
| Рейхсміністр науки, виховання і народної освіти      |          |       |                |                   | |          |
| Вільгельм Штуккарт                                   |          | НСДАП | 3 травня 1945  | 23 травня 1945    | з 3 до 23 травня 1945 — Рейхсміністр внутрішніх справ Німеччини                                                                     |          |
| Рейхсміністр воєнної промисловості                   |          |       |                |                   | |          |
| Альберт Шпеер                                        |          | НСДАП | 2 червня 1943  | 23 травня 1945    | |          |
| Рейхсміністр окупованих східних територій            |          |       |                |                   | |          |
| Альфред Розенберг                                    |          | НСДАП | 17 липня 1941  | 19 травня 1945    | |          |
| Рейхсміністр по справах церкви                       |          |       |                |                   | |          |
| Густав Адольф Шеель                                  |          | НСДАП | 30 квітня 1945 | 4 травня 1945     | |          |
| Рейхсміністр в справах Богемії та Моравії            |          |       |                |                   | |          |
| Карл Герман Франк                                    |          | НСДАП | 20 серпня 1943 | 9 травня 1945     | |          |
| Вищий цивільний комісар імперської оборони           |          |       |                |                   | |          |
| Пауль Вегенер                                        |          | НСДАП | 2 травня 1943  | 23 травня 1945    | |          |
| Рейхсміністр без портфеля                            |          |       |                |                   | |          |
| Вільгельм Фрік                                       |          | НСДАП | 20 серпня 1943 | 4 травня 1945     | Рейхспротектор Богемії і Моравії |          |
| Альфред Йодль                                        |          | НСДАП | 1 травня 1945  | 23 травня 1945    | Виконувач обов'язків начальника Верховного командування вермахту (ОКВ) і начальника Генерального штабу сухопутних сил               |          |

## Після капітуляції

### Відносини з союзниками
Протягом 1944—1945 років більшість країн, які зберігали нейтралітет або залишалися союзниками Німеччини, оголосили їй війну. Німецькі посольства в цих країнах були закриті, а їх майно і архіви були взяті в довірче управління відповідно до Женевських конвенцій. Державами-переможницями було прийнято рішення, що після капітуляції країну в міжнародних відносинах будуть представляти посольства Союзників. Таким чином назначений Деніцем міністр закордонних справ втратив доступ до колишніх німецьких дипломатичних установ. Швеція, Швейцарія та Ірландія, які залишалися нейтральними, оголосили про розрив відносин. Німецька держава припинила дипломатичні відносини і з Японією, єдиною країною осі, що продовжувала боротьбу. Вона захопила німецьке посольство в Токіо і конфіскувала сім підводних човнів. Фленсбурзький кабінет не був визнаний жодною державою чи іншим урядом. Особливо негативно до нього поставилося радянське керівництво, піддавши різкій критиці будь-які ідеї про те, щоб визнати за ним юридичну силу. Назвавши уряд «бандою Деніца», Сталін звернувся до союзників щодо його негайного арешту.
Ставлення англо-американських союзників до Фленсбурзького кабінету було більш прагматичним. У своїй промові про перемогу британського народу Вінстон Черчилль де-факто визнав повноваження кабінету Деніца, принаймні — до підписання акта про беззастережну капітуляцію, оскільки Черчилль уточнив, що капітуляція була санкціонована «грос-адміралом Деніцем, призначеним главою Німецької держави». Таке ставлення британського прем'єр-міністра було обумовлене занепокоєнням збільшення радянського впливу в Данії. Черчилль вважав, що тимчасове існування уряду стане важливим фактором при переговорах з Радянським Союзом щодо західної частини Балтійського моря і допоможе швидше розпустити німецькі війська. З даною метою у Фленсбурзі було створено Спеціальну зону Мюрвік, де знаходився кабінет фон Крозига. Під його контролем знаходилися курсанти військово-морських училищ і частина поліції.

### Арешт кабінету
12 травня до Фленсбурга прибули представники Союзної контрольної комісії американський генерал Ловелл Рукс і британський бригадний генерал Форд. Вони розташувалися в пасажирському кораблі «Патрія», витіснивши з портової частини міста німецькі урядові установи. Їх місія полягала у тому, щоб підтримувати контакт з «адміністрацією Деніца» і нав'язати волю держав-переможниць німецькому воєнному командуванню. Наступного дня 13 травня у Мюрвік було введено британські війська. Нацистська партія була заборонена, а її символіку та портрети Гітлера почали знімати з усіх урядових установ. Британці заарештували фельдмаршала Кейтеля, відправивши його у табір для полонених. До 15 травня було арештовано мера і начальника поліції Фленсбурга, а всі німецькі війська, сили СС, Гестапо і НСДАП були взяті в полон.
18 травня у Фленсбург, на допомогу делегаціям західних союзників, прибув політичний радник генерала Ейзенхауера і співробітник Держдепартаменту США Мерфі. «Імперський президент» скористався візитом іменитої американської персони і вручив дипломату спеціальний документ «Про правові засади мого призначення главою держави». В свою чергу Мерфі заявив главам американської та англійської делегацій, що взагалі важко відповісти на питання, чи існує німецький уряд або його немає.
Радянський Союз звернувся до союзників з проханням про негайний арешт уряду. Для здійснення цієї акції була сформована спеціальна команда, яку за дорученням Жукова очолив генерал-майор Микола Михайлович Трусов. Для участі в арешті прилетіли 25 офіцерів з Москви. Керівник команди насамперед попрямував в штаб німецького військового керівництва і допитав Йодля. Потім в супроводі бригадного генерала Форда Трусов відвідав Деніца.
23 травня почалася операція по арешту останнього уряду Німеччини. Були створені оперативні групи, які роз'їхалися по намічених адресах. Радянські військові представники викликали в ставку рейхсканцлера і військового міністра — грос-адмірала Деніца, начальника штабу оперативного керівництва генерал-полковника Йодля і головнокомандувача військово-морськими силами Фрідебурга. Тут представниками трьох сторін — радянської, американської та англійської — було оголошено, що з цього моменту уряд Деніца розпускається, вони троє беруться під варту, всі урядові інститути припиняють своє існування, а весь особовий склад уряду і чиновники береться під варту.
Вакуум влади, що виник після арешту фленсбурзького уряду, був усунутий 5 червня 1945 року, коли представники союзних держав підписали Декларацію про поразку Німеччини і встановленні на її території верховної влади адміністрацій Союзників. Таким чином, хоча після 5 червня 1945 року Німеччина продовжила існувати як єдина нація, вона була поставлена під повний контроль Союзної військової окупаційної адміністрації. На початковому етапі окупації Німеччини влада здійснювалася всіма чотирма державами в усіх окупаційних зонах через Контрольну раду, яку можна вважати безпосереднім наступником адміністрації Деніца як уряду Німеччини.